# T-Aktie
Der Begriff T-Aktie steht für die Aktie der Deutschen Telekom AG. Die T-Aktien (WKN 555750, ISIN DE0005557508) werden von der Deutschen Börse unter dem Kürzel DTE notiert und sind Bestandteil des DAX sowie des DivDax an der Frankfurter Wertpapierbörse.

## Geschichte
Das ehemalige Staatsunternehmen Deutsche Telekom hat bislang drei Börsengänge absolviert. Am 18. November 1996 kamen erstmals T-Aktien in den Handel. Die Telekom inszenierte dafür eine bis dahin beispiellose Werbekampagne mit Manfred Krug als Galionsfigur. Die T-Aktie wurde vor allem den Privatanlegern als sogenannte Volksaktie angepriesen. Die Werbeaktion hatte einen durchschlagenden Erfolg. Es war der Beginn einer Aktieneuphorie in Deutschland, die über mehrere Jahre anhielt.

Schlusskurse 1997 bis 2003

Zum Börsenstart am 18. November 1996 wurden 713 Millionen Papiere im Zuge einer Kapitalerhöhung platziert. Bei einem Emissionskurs von 28,50 DM (14,57 Euro) nahm die Telekom rund 20 Milliarden DM (rund 10 Milliarden Euro) ein. Der zweite Börsengang und damit eine weitere Kapitalerhöhung erfolgte am 28. Juni 1999. Zum Preis von 39,50 Euro wurden 281 Millionen Aktien ausgegeben und 10,8 Milliarden Euro eingenommen.
Am 19. Juni 2000 verkaufte der Bund über die staatseigene Kreditanstalt für Wiederaufbau (KfW) 200 Millionen T-Aktien zum Preis von 66,50 Euro. Aus diesem dritten Börsengang flossen rund 13 Milliarden Euro in die Staatskasse. Die Börseneuphorie war zuvor auf ihrem Höhepunkt angelangt. Die Telekom-Aktie notierte im März 2000 über 103 Euro, ihrem Allzeithoch. Die drei Börsengänge führen bis heute (Mai 2025) die Liste der größten Börsengänge Deutschlands an.
Die riskanten Firmenzukäufe des damaligen Konzernchefs Ron Sommer vor allem in den USA setzten der Aktie stark zu. Fehlerhafte Unternehmensstrategien, ein überteuerter Kauf der UMTS-Lizenzen, ein enormer Schuldenstand und ein zu hoher Preis für den Erwerb des US-Mobilfunkanbieters VoiceStream, so lauten die häufigsten Vorwürfe an den Telekom-Chef. Am 16. Juli 2002 trat Ron Sommer zurück, die T-Aktie notierte am 26. Juni 2002 auf ihrem vorübergehenden Tiefststand von 8,16 Euro. Im Rahmen der Finanzkrise ab 2007 erreichte die Aktie einen erneuten Tiefststand von 7,83 Euro am 8. Mai 2009. Im Jahr 2011 erholte sich die Aktie auf einen Höchstwert von 11,38 Euro und markierte am 5. Juni 2012 einen weiteren Tiefststand bei 7,69 Euro. Erst im Oktober 2013 kletterte sie wieder über die 10-Euro-Marke. Seit 2015 notiert die Aktie in einem Korridor zwischen rund 13 Euro und rund 18 Euro (Stand: Februar 2021). Sie liegt damit weiterhin unter den Ausgabepreisen des zweiten und dritten Börsengangs.
Der Crash der T-Aktie wird als einer der Gründe für eine verhaltene Beteiligung von Privatpersonen am Aktienmarkt gesehen. Bei Haushalten, die während des Kurseinbruchs T-Aktien besaßen, ist dieser Effekt besonders stark ausgeprägt.
Aufgrund der über die Jahre konstant überdurchschnittlich hohen Dividendenrendite ist die T-Aktie seit September 2011 im DivDAX vertreten.

## Aktionärsstruktur
Es gibt 4.761.458.596 T-Aktien.
| Anteil | Anteilseigner               | Sitz              |
| ------ | --------------------------- | ----------------- |
| 17,4 % | KfW (staatliche Förderbank) | Frankfurt am Main |
| 14,5 % | Bundesrepublik Deutschland  | Berlin            |
| 50,5 % | Institutionelle Anleger     |                   |
| 17,6 % | Private Anleger             |                   |

## Prozesse

### Klagen zum zweiten Börsengang
Im Juni 1999 folgte der zweite Börsengang der Deutschen Telekom AG. Einige Anleger klagten aufgrund von vermuteten Unrichtigkeiten im Verkaufs- und Börsenzulassungsprospekts auf Schadenersatz für erlittene Kursverluste. Das LG Frankfurt am Main legte in seinem Beschluss vom 22. November 2006 dem OLG Frankfurt am Main Fragen zur Klärung vor. Das Oberlandesgericht Frankfurt am Main stellte in seinem Beschluss vom 3. Juli 2013 keine wesentlichen Fehler im Börsenprospekt fest. Im November 2016 veröffentlichte der Bundesgerichtshof (BGH) einen Beschluss: Wie bereits vom OLG festgestellt, ließen sich aus dem Prospekt des zweiten Börsengangs keine wesentlichen Fehler ableiten. Laut der die Kläger vertretenden Kanzlei Tilp sind von dem Urteil einige Dutzend Kläger betroffen, die insgesamt 1,2 Mio. Euro verloren hätten.

### Klagen zum dritten Börsengang
2001 klagten die ersten Anleger in der Hoffnung auf Schadenersatz für erlittene Kursverluste. Im April 2008 begann ein Verfahren vor dem Oberlandesgericht Frankfurt am Main aufgrund angeblicher fehlerhafter Bewertung des Immobilienvermögens der Deutschen Telekom und unkorrekter Angaben in ihren Verkaufsprospekten zum dritten Börsengang der T-Aktie. Es klagten in einem Musterprozess über 17.000 Aktionäre auf Schadenersatzzahlungen in Höhe von rund 80 Millionen Euro. Bei einem ähnlichen Prozess in den USA hatte die Telekom sich 2005 im Rahmen eines Vergleichs auf eine Zahlung von 120 Millionen US-Dollar eingelassen. Im Oktober 2014 erklärte der Bundesgerichtshof den Verkaufsprospekt für fehlerhaft und hob die Entscheidung des OLG Frankfurt am Main aus Mai 2012 auf, welches einen Schadenersatzanspruch zurückgewiesen hatte. Das OLG Frankfurt am Main musste erneut über das Verfahren entscheiden. Es urteilte im November 2016, dass die Deutsche Telekom den festgestellten Fehler im Börsenprospekt zu vertreten hat. Allerdings muss die Kausalität des Fehlers im Prospekt für die Anlageentscheidung pro Anleger individuell vom LG Frankfurt am Main geprüft werden. Der BGH hob im Dezember 2020 die Entscheidung des OLG Frankfurt auf. Der BGH bestätigte die Ausführungen des OLG zur Frage der Ursächlichkeit des fehlerhaften Prospekts für den Aktienerwerb und zum Verschulden der Telekom im Wesentlichen, verwies sie hinsichtlich der Frage, inwieweit der im Prospekt unrichtig dargestellte Sachverhalt auch zu einer Minderung des Börsenwertes beigetragen hat, an das OLG zur erneuten Entscheidung nach Einholung eines Sachverständigengutachtens.